# Psary (Koło)
Pour les articles homonymes, voir Psary.
Psary est une localité polonaise de la gmina rurale de Babiak, située dans le powiat de Koło en voïvodie de Grande-Pologne. Elle se situe à environ 17 kilomètres au nord de la ville de Koło et à 120 kilomètres à l'est de Poznań, la capitale régionale. 